# فواز شرف
فواز شرف (1937-) سياسي ووزير أردني سابق ولد في مدينة عمان بتاريخ 1 آذار 1938م. كان أول من تولى منصب وزير الثقافة والشباب الأردني . يحمل شهادة البكالوريوس في العلوم والاداب من الجامعة الاميركية في بيروت عام 1959
عمل حين تخرجه في السلك السياسي الأردني في الأمم المتحدة ومجلس الأمن وعاد إلى عمان حيث أسس مؤسسة رعاية الشباب الأردني سنة 1967م ، وهي أول هيئة أردنية تعنى بشؤون الشباب والرياضة وعمل أميناً عاماً لها. أنجز مشروع مدينة الحسين للشباب والتي تعتبر من المعالم الرئيسة في الأردن، كما أسس مشروع المسرح الملكي. وأنشأ كلية التربية الرياضية، والتي باشرت التعليم الجامعي في مجال الرياضة لأول مرة في الأردن سنة 1976م. وأسس أول مجلة للشباب في الأردن، وأول مجلة للفنون سنة 1978م.
كلف بتأسيس وزارة الثقافة والشباب الأردنية، فأسسها عام 1976م؛ وكان أول وزير لها. واشترك في العديد من المؤتمرات العربية والدولية، منها مؤتمر لوزراء الثقافة العرب. وقد عقد أول مؤتمر لوزراء الثقافة العرب في مدينة عمان عام 1976م.وشجع قيام المجلات الفنية والهيئات الفنية الأهلية بشكل خاص، مثل: رابطة الفنانين الأردنيين، ورابطة المسرحيين الأردنيين. سعى لمشروعين هامين في سنة 1978م، هما: المكتبة الوطنية الكبرى والمتحف الوطني والذين أصبحا مشروعين رسميين حسب قانون الموازنة لسنة 1978م.